# Via de administração
Via de administração refere-se à aplicação e transporte de um fármaco ao local de ação.

## Classificação
As vias de administração de fármacos podem ser a grosso modo divididas em:
- Tópica: efeito local; a substância é aplicada diretamente onde se deseja a sua ação (o fármaco é exposto sobre a pele).
- Enteral: efeito sistêmico (não-local); recebe-se a substância via trato digestivo.
- Parenteral: efeito sistêmico; recebe-se a substância por outra forma que não pelo trato digestivo.

A agência FDA americana reconhece 119 tipos diferentes de vias de administração. A seguir está uma lista breve de algumas delas.

### Tópica
- epidérmica (aplicação sobre a pele), p. ex. teste de alergia, anestesia local tópica
- inalável, p. ex. medicamentos para asma
- enema, p. ex. meio de contraste para imagem digestiva
- colírios (sobre a conjuntiva), p. ex. antibióticos para conjuntivite
- gotas otológicas, como antibióticos e corticoides para otite externa
- intranasal, p. ex. spray descongestionante nasal

### Parenteral por injeção ouinfusão
- injeção intravenosa (na veia), p. ex. várias drogas, nutrição parenteral total
- injeção intra-arterial (na artéria), p. ex. drogas vasodilatadoras para o tratamento de vasoespasmos e drogas trombolíticas para o tratamento de embolia
- injeção intramuscular (no músculo), p. ex. várias vacinas, antibióticos e agentes psicoativos de longa duração.
- injeção intracardíaca
- injeção subcutânea (sob a pele), p. ex. insulina
- infusão intraóssea (na medula óssea) é um acesso intravenoso indireto porque a medula óssea acaba no sistema circulatório. Esta via é usada ocasionalmente para drogas e fluidos na medicina de emergência e na pediatria, quando o acesso intravenoso é difícil
- injeção intradérmica, (na própria pele) é usada para teste de pele de alguns alergênicos e também para tatuagens
- injeção intraperitoneal, (no peritônio) é predominantemente usada na medicina veterinária e no teste de animais para a administração de drogas sistêmicas e fluidos, devido à facilidade de administração comparada com outros métodos parenterais.

### Parenteral (que não por injeção ou infusão)
- transdérmica (difusão através da pele intacta), p. ex. emplastro de opioide transdérmico para terapia da dor
- transmucosa (difusão através de uma membrana mucosa), p. ex. inalação de cocaína, nitroglicerina sublingual
- inalável, p. ex. inalação de anestésicos.

### Outras
- intraperitoneal (infusão ou injeção na cavidade peritoneal), p. ex. diálise peritoneal
- epidural (sinônimo: peridural) (injeção ou infusão no espaço epidural), p. ex. anestesia epidural
- intratecal (injeção ou infusão no fluido cerebroespinhal), p. ex. antibióticos, anestesia espinhal ou anestesia geral